# Solférino (Landes)
Pour les articles homonymes, voir Solférino.
Solférino (Solferino, en occitan) est une commune du Sud-Ouest de la France, située dans le département des Landes (région Nouvelle-Aquitaine).

## Géographie

### Localisation
La commune est située dans le parc naturel régional des Landes de Gascogne, en forêt des Landes.

### Communes limitrophes
Les communes limitrophes sont  Commensacq, Escource, Garrosse, Labouheyre, Lüe, Morcenx-la-Nouvelle, Onesse-Laharie et Sabres.
| Luë            | Labouheyre          | Commensacq |
| Escource       | Solférino           | Sabres     |
| Onesse-Laharie | Morcenx-la-Nouvelle |            |

### Hydrographie
Le ruisseau de la Craste, affluent gauche du Bez, prend sa source sur la commune. Le ruisseau d'Escource, alimentant l'étang d'Aureilhan, prend également sa source dans la commune, où il porte le nom de ruisseau Baratnaou.

### Climat
Pour des articles plus généraux, voir Climat de la Nouvelle-Aquitaine et Climat des Landes.
Historiquement, la commune est exposée à un climat océanique aquitain.  
En 2020, Météo-France publie une typologie des climats de la France métropolitaine dans laquelle la commune est exposée à un climat océanique et est dans une zone de transition entre les régions climatiques « Littoral charentais et aquitain » et « Aquitaine, Gascogne »0.
Pour la période 1971-2000, la température annuelle moyenne est de 12,9 °C, avec une amplitude thermique annuelle de 14,1 °C. Le cumul annuel moyen de précipitations est de 1 116 mm, avec 13,2 jours de précipitations en janvier et 7,6 jours en juillet. Pour la période 1991-2020, la température moyenne annuelle observée sur la station météorologique la plus proche, située sur la commune de Pissos à 21 km à vol d'oiseau, est de 13,7 °C et le cumul annuel moyen de précipitations est de 1 031,6 mm,. Pour l'avenir, les paramètres climatiques de la commune estimés pour 2050 selon différents scénarios d’émission de gaz à effet de serre sont consultables sur un site dédié publié par Météo-France en novembre 2022.

## Urbanisme

### Typologie
Au 1er janvier 2024, Solférino est catégorisée commune rurale à habitat très dispersé, selon la nouvelle grille communale de densité à sept niveaux définie par l'Insee en 2022.
Elle est située hors unité urbaine et hors attraction des villes,.

### Risques majeurs
Le territoire de la commune de Solférino est vulnérable à différents aléas naturels : météorologiques (tempête, orage, neige, grand froid, canicule ou sécheresse), feux de forêts, mouvements de terrains et séisme (sismicité très faible). Il est également exposé à deux risques technologiques, le transport de matières dangereuses et  le risque industriel. Un site publié par le BRGM permet d'évaluer simplement et rapidement les risques d'un bien localisé soit par son adresse soit par le numéro de sa parcelle.

#### Risques naturels
Solférino est exposée au risque de feu de forêt. Depuis le 20 avril 2016, les départements de la Gironde, des Landes et de Lot-et-Garonne disposent d’un règlement interdépartemental de protection de la forêt contre les incendies. Ce règlement vise à mieux prévenir les incendies de forêt, à faciliter les interventions des services et à limiter les conséquences, que ce soit par le débroussaillement, la limitation de l’apport du feu ou la réglementation des activités en forêt. Il définit en particulier cinq niveaux de vigilance croissants auxquels sont associés différentes mesures,.
Les mouvements de terrains susceptibles de se produire sur la commune sont des tassements différentiels.

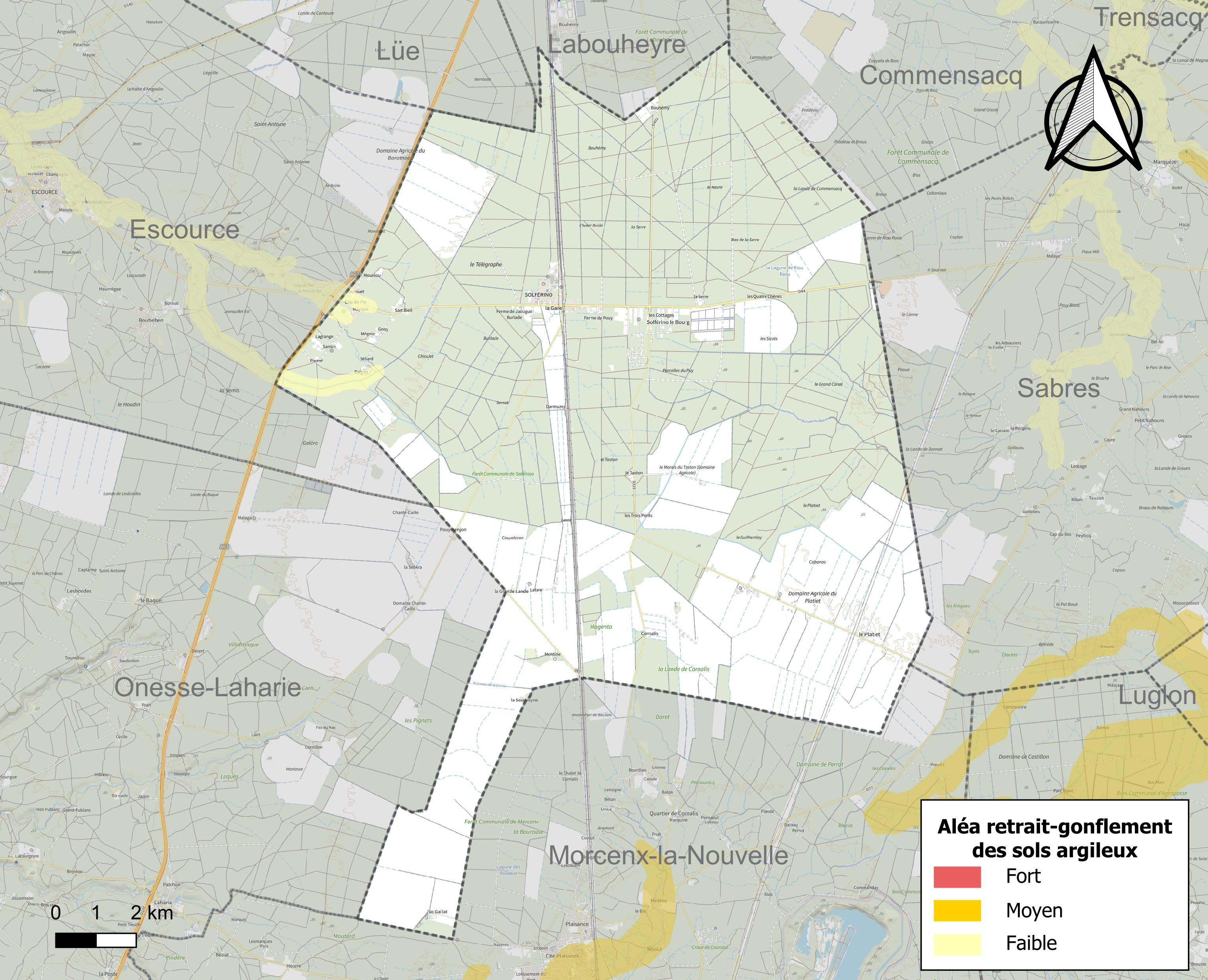
Carte des zones d'aléa retrait-gonflement des sols argileux de Solférino.

Le retrait-gonflement des sols argileux est susceptible d'engendrer des dommages importants aux bâtiments en cas d’alternance de périodes de sécheresse et de pluie. Aucune partie du territoire de la commune n'est en aléa moyen ou fort (19,2 % au niveau départemental et 48,5 % au niveau national). Sur les 188 bâtiments dénombrés sur la commune en 2019, aucun n'est en aléa moyen ou fort, à comparer aux 17 % au niveau départemental et 54 % au niveau national. Une cartographie de l'exposition du territoire national au retrait gonflement des sols argileux est disponible sur le site du BRGM,.
La commune a été reconnue en état de catastrophe naturelle au titre des dommages causés par les inondations et coulées de boue survenues en 1999 et 2009 et par des mouvements de terrain en 1999

#### Risques technologiques
La commune est exposée au risque industriel du fait de la présence sur son territoire d'une entreprise soumise à la directive européenne SEVESO.
Le risque de transport de matières dangereuses sur la commune est lié à sa traversée par une ou des infrastructures routières ou ferroviaires importantes ou la présence d'une canalisation de transport d'hydrocarbures. Un accident se produisant sur de telles infrastructures est susceptible d’avoir des effets graves sur les biens, les personnes ou l'environnement, selon la nature du matériau transporté. Des dispositions d’urbanisme peuvent être préconisées en conséquence.

## Toponymie
Solférino est une création récente. En 1857, Napoléon III achète 8 000 hectares de terrain inculte pour créer un domaine impérial. En 1863, le village actuel est créé comme chef-lieu de commune. Il est baptisé ainsi pour commémorer la victoire en 1859 de Solférino (Italie) lors de laquelle s'est illustré un régiment basé à Mont-de-Marsan.

## Histoire
La commune est officiellement créée en 1863 par la volonté de Napoléon III. Son nom est un hommage à la bataille de Solférino, victoire remportée par les troupes napoléoniennes sur les Autrichiens en 1859. Les Landais du 34e régiment d'infanterie qui s'y étaient vaillamment comportés furent ainsi honorés, ainsi que le 17e régiment d'artillerie à cheval (17e RAC) .
Avant d'être érigé en commune, Solférino était un domaine impérial de 7 000 hectares constitué en 1857 à partir de terrains prélevés sur les sept communes avoisinantes de Commensacq, Escource, Labouheyre, Lüe, Morcenx, Sabres et Onesse-et-Laharie, déjà par la volonté de l'empereur Napoléon III, qui l'acheta sur ses propres deniers. Le projet porte le nom de « ferme impériale des Landes ». Son but officiel était d'y expérimenter de multiples méthodes agricoles, dans l'esprit de la loi du 19 juin 1857 relative à l'assainissement et de mise en culture des Landes de Gascogne. Cette acquisition fait également suite à son souhait, dès 1852, que la voie ferrée vers l'Espagne traverse la Haute Lande entre Bordeaux et Bayonne.
Il confie la direction du domaine impérial de Solférino à Henri Crouzet, ingénieur des Ponts-et-Chaussées et déjà ingénieur du service hydraulique des Landes et ingénieur en chef de la Compagnie du Midi des frères Pereire.
Au cœur de ce nouveau domaine impérial, 38 maisons sont édifiées dont 28 pour y loger des ouvriers agricoles, les autres étant attribuées aux régisseurs, nommés par Napoléon III. Elles bordent une rue aboutissant à l'église Sainte-Eugénie, elle-même entourée du presbytère et de la mairie. En 1863, le centre de population est érigé et la commune de Solférino est officiellement créée. Les ouvriers agricoles hébergés gratuitement et dotés d'un lopin de terre en échange de 75 jours de travail par an sur le domaine, pourront en devenir propriétaires après dix années. Crouzet se charge quant à lui de racheter les parcelles enclavées dans le domaine et confie à chaque ferme des missions expérimentales en matière d'élevage, de plantation de pins maritimes, d'assainissement, de forage de puits et de défrichement.
À la mort de Napoléon III en 1873, le domaine revient à sa veuve l'impératrice Eugénie qui meurt en 1920. Madame Louise Pauline Eudoxie Asselin, veuve Henri Schneider en devient propriétaire en 1910. Elle décide de créer dans l'ancienne mairie un petit musée dédié à la mémoire de l'empereur.

## Politique et administration

### Liste des maires
| Période                                  | Période   | Identité            | Étiquette | Qualité             |
| ---------------------------------------- | --------- | ------------------- | --------- | ------------------- |
| 1977                                     | mars 2001 | Jean-Marie Auberger |           |                     |
| mars 2001                                | mars 2014 | Guy Rizzo           | SE        | Retraité            |
| mars 2014                                | 2020      | Didier Ferry        | DVD       | Exploitant agricole |
| 2020                                     | En cours  | Raymonde Piedanna   |           |                     |
| Les données manquantes sont à compléter. |           |                     |           |                     |

### Jumelages
Solférino (Italie) depuis 1963

## Démographie
| 1866 | 1872 | 1876 | 1881 | 1886 | 1891 | 1896 | 1901 | 1906 |
| ---- | ---- | ---- | ---- | ---- | ---- | ---- | ---- | ---- |
| 592  | 608  | 526  | 476  | 547  | 565  | 626  | 594  | 616  |

| 1911 | 1921 | 1926 | 1931 | 1936 | 1946 | 1954 | 1962 | 1968 |
| ---- | ---- | ---- | ---- | ---- | ---- | ---- | ---- | ---- |
| 472  | 465  | 375  | 333  | 302  | 389  | 340  | 418  | 447  |

| 1975 | 1982 | 1990 | 1999 | 2006 | 2007 | 2012 | 2017 | 2022 |
| ---- | ---- | ---- | ---- | ---- | ---- | ---- | ---- | ---- |
| 486  | 414  | 403  | 348  | 350  | 350  | 341  | 324  | 361  |

## Patrimoine, culture et société

### Lieux et monuments
- Bourg de l'ancien domaine impérial de Solférino, classé site patrimonial remarquable
- Église Sainte-Eugénie de Solférino
- Ferme de Pouy, construite en 1857 par Crouzet Henri, inscrite au titre des Monuments historiques par arrêté du 16 décembre 2010[31].

### Pèlerinage de Compostelle
L'itinéraire de la via Turonensis traverse le territoire de la commune en passant par le hameau de Cap-de-Pin.

### Personnalités liées à la commune
- L'empereur Napoléon III (1808-1873), créateur de la commune en 1863, après avoir déjà créé en 1861 une autre commune dans les Landes, Eugénie-les-Bains.

## Galerie

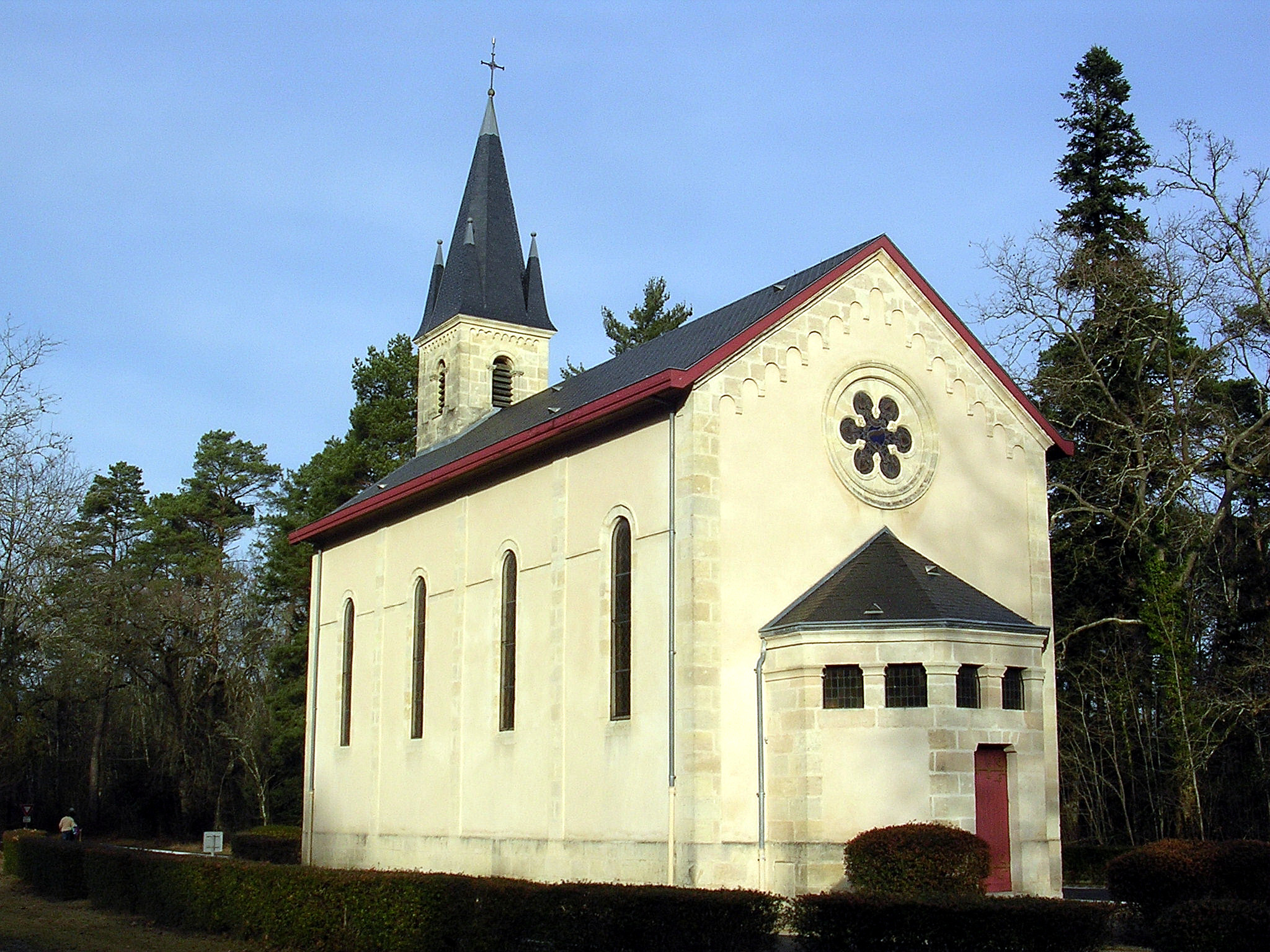
Église Sainte-Eugénie de Solférino.
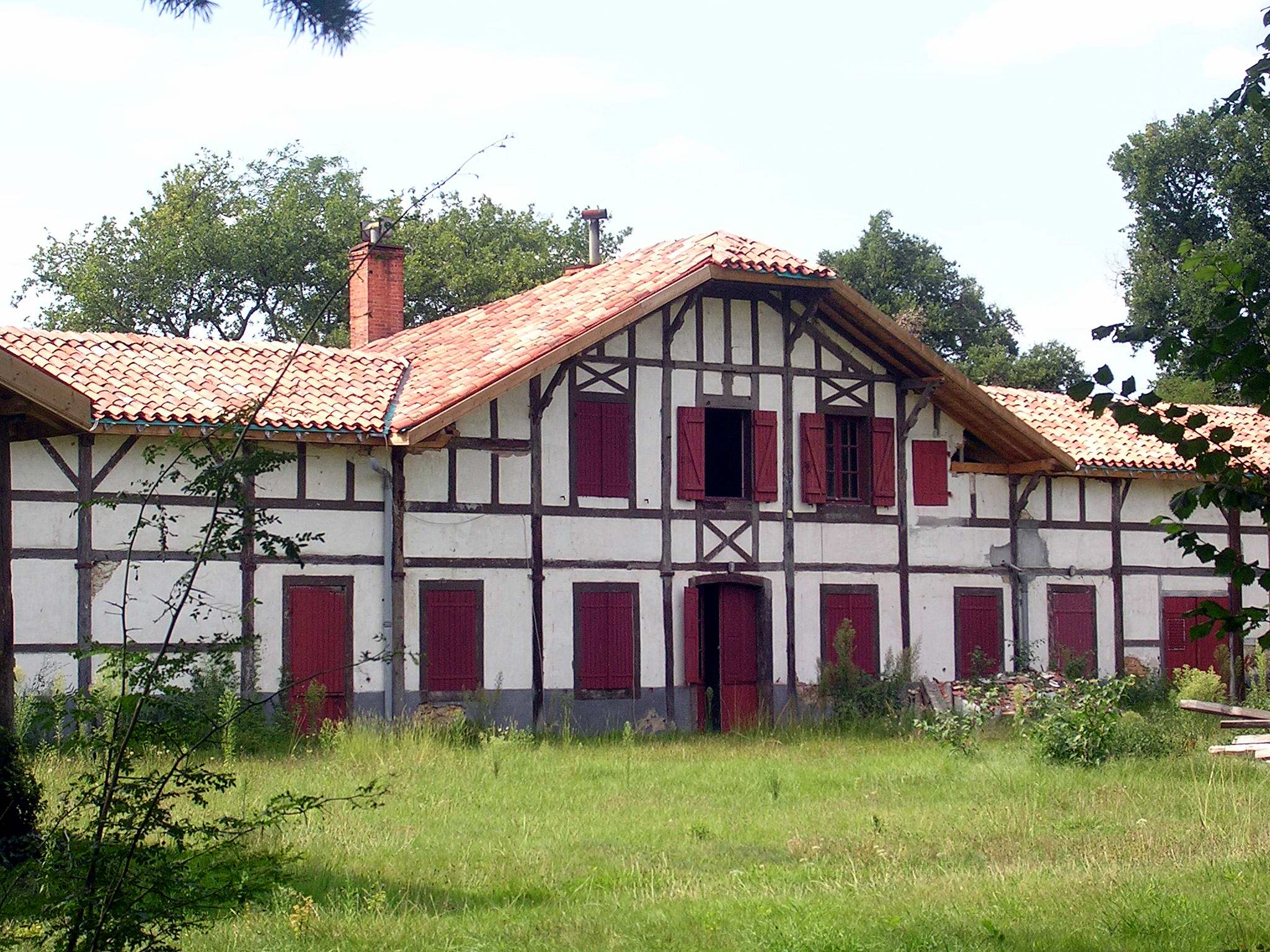
La ferme de Pouy.
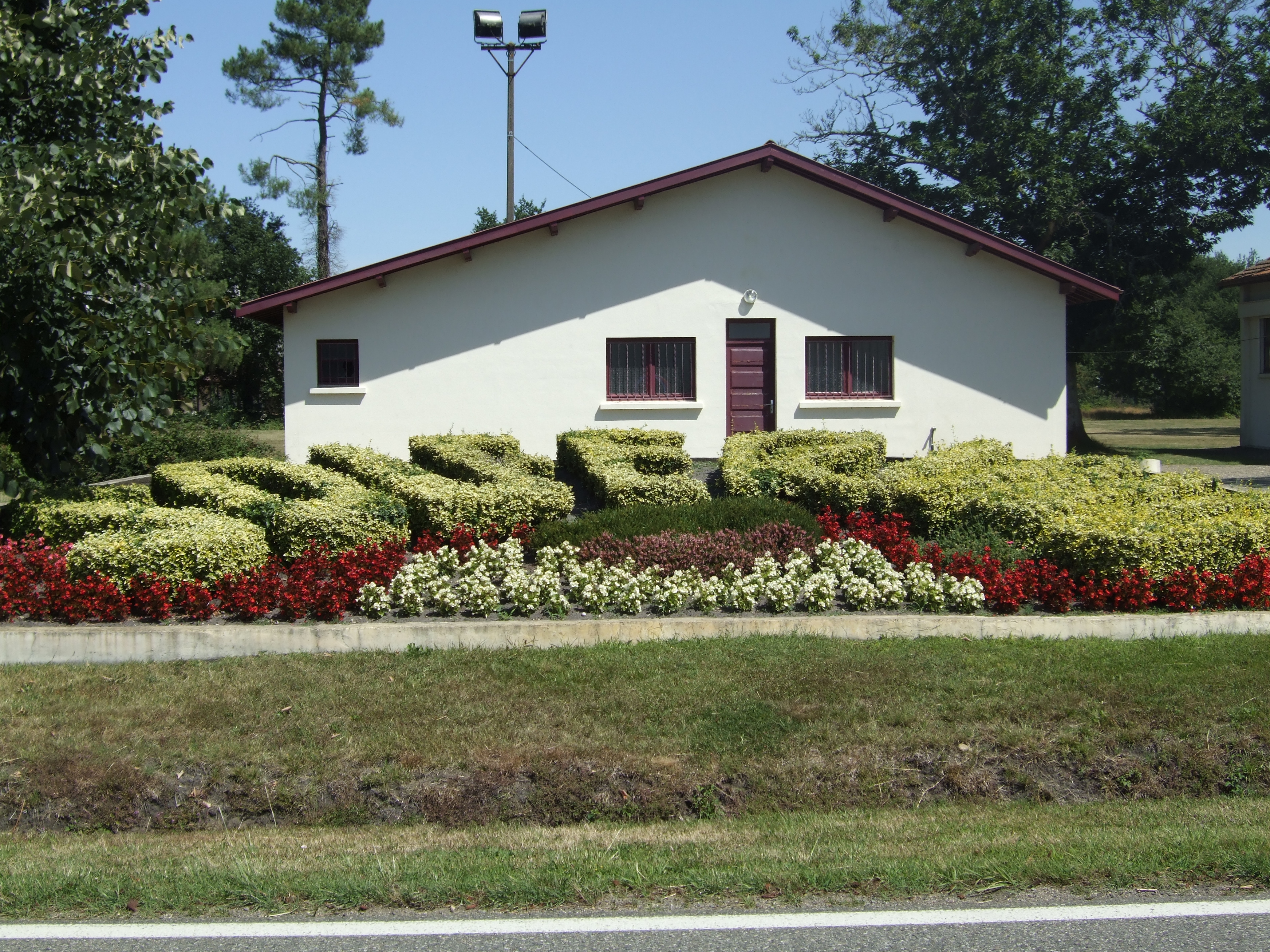
« Solférino » taillé dans le végétal.
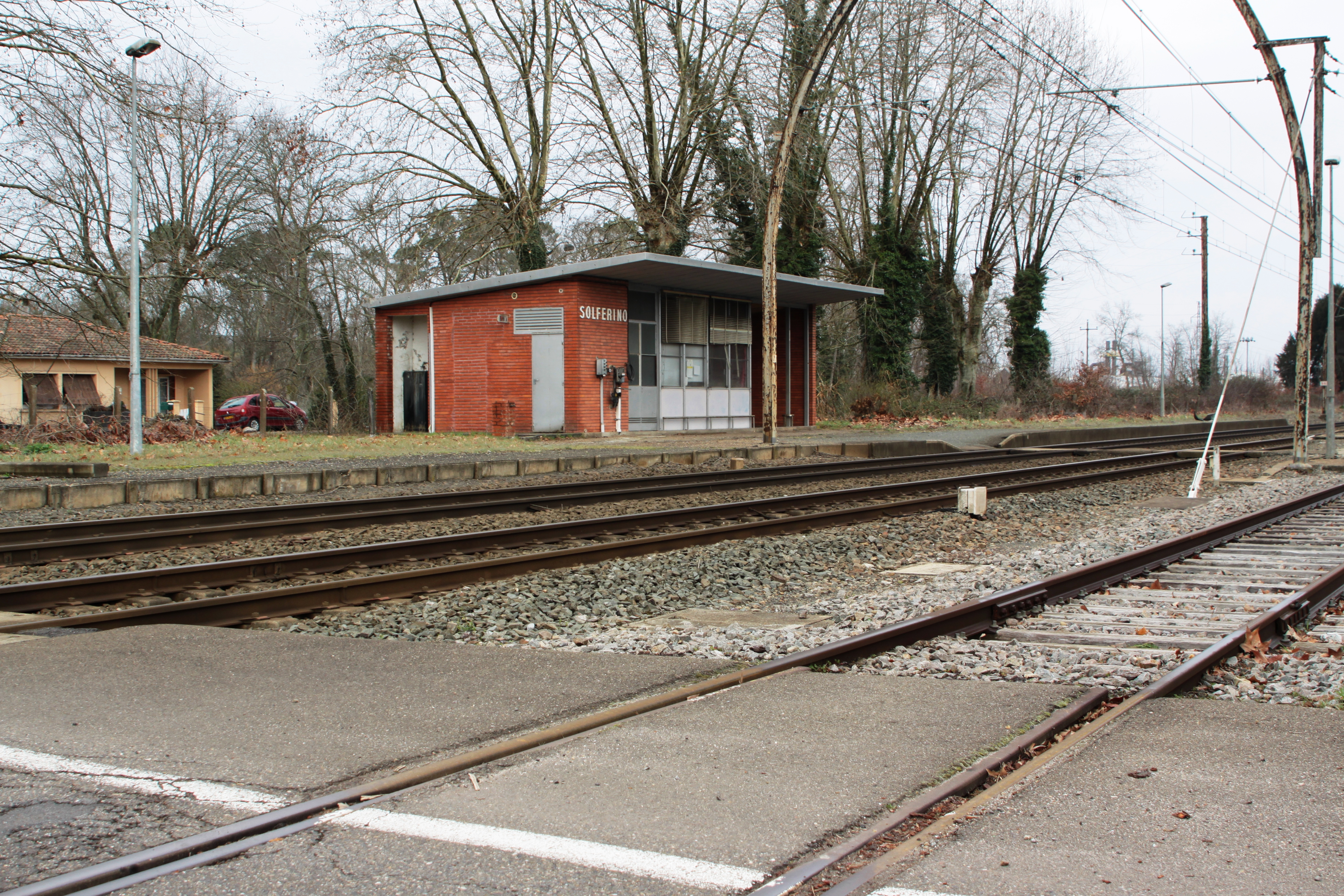
Gare de Solférino, sur la ligne Bordeaux-Irun.
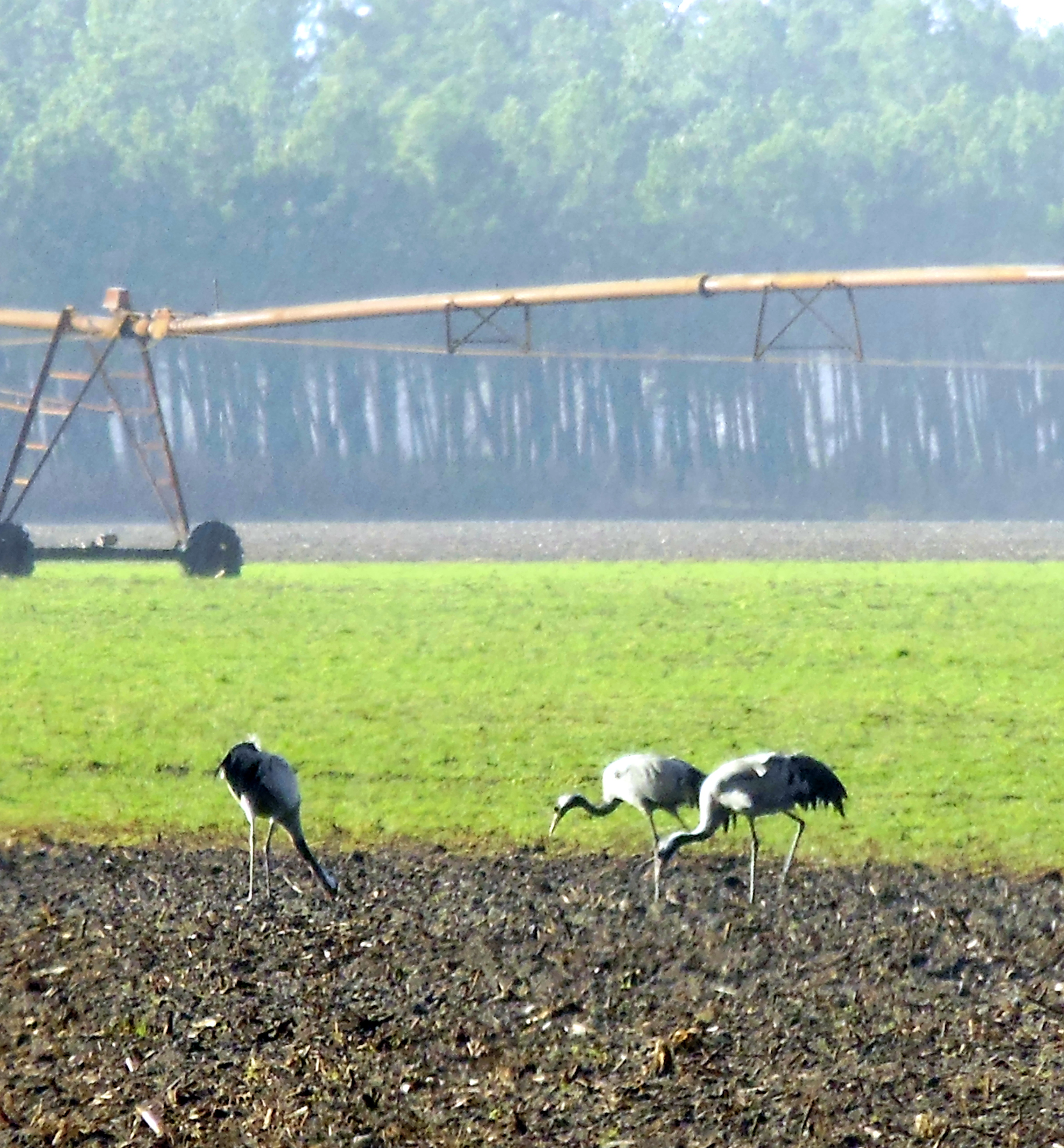
Grues cendrées en hivernage.